# Стадион Тегу
Стадион Тегу (кореј. 대구스타디움, енгл. Daegu Stadium) је спортски стадион који се налази у Тегуу, Јужна Кореја.

## Историја
Изградња је завршена у мају 2001. године по цени од 265.000.000 долара. Био је највећи стадион у Јужној Кореји за време Светског првенства у фудбалу 2002. Стадион се користио за време Летње универзијаде 2003., те и за Светско првенство у атлетици на отвореном 2011.

## Светско првенство у фудбалу 2002.
На стадиону су биле одигране неке од утакмица Светског првенства у фудбалу 2002.
| Датум         | Тим #1       | Рез. | Тим #2           | Рунда       |
| ------------- | ------------ | ---- | ---------------- | ----------- |
| 6. јун 2002.  | Данска       | 1-1  | Сенегал          | Група A     |
| 8. јун 2002.  | Словенија    | 0-1  | Јужна Африка     | Група Б     |
| 10. јун 2002. | Јужна Кореја | 1-1  | Сједињене Државе | Група Д     |
| 29. јун 2002. | Јужна Кореја | 2-3  | Турска           | Треће место |